# 군나르 닐센
군나르 닐센(페로어: Gunnar Nielsen, 1986년 10월 7일 ~ )은 페로 제도의 축구 선수이다. 현재 아이슬란드의 최상위 리그인 우르발스데일드에 소속되어 있는 팀인 하프나르피외르뒤르에서 활약하고 있다. 2009년 3월 22일 아이슬란드와의 경기에서 페로 제도 축구 국가대표팀 데뷔전을 치른 후, 현재까지 활약하고 있다.